# Men with Brooms
Men with Brooms is een Canadese komische sportfilm uit 2002 over een curlingteam. De film is geregisseerd door Paul Gross naar een scenario van John Krizanc, Paul Quarrington en Gross zelf. Gross speelt ook nog eens de hoofdrol.

## Verhaal
Curlingster Chris Cutter (Paul Gross) is tien jaar geleden uit het plaatsje Long Bay (Ontario) vertrokken en gooide daarbij zijn curlingstenen in het meer. Als zijn oude coach (die ook zijn schoonvader had kunnen) overlijdt komt Cutter terug naar Long Bay voor de begrafenis. Om de laatste wens van de coach te eren komen Cutter en zijn oude teamgenoten bij elkaar en gaan ze nog eenmaal proberen de 'Gouden Bezem' te veroveren.

## Rolverdeling
| Acteur              | Personage                        |
| ------------------- | -------------------------------- |
| Paul Gross          | Chris Cutter                     |
| Peter Outerbridge   | James Lennox                     |
| Jed Rees            | Eddie Strombeck                  |
| James Allodi        | Neil Bucyk                       |
| James B. Douglas    | Donald Foley                     |
| Leslie Nielsen      | Gordon Cutter                    |
| Barbara Gordon      | Eva Foley                        |
| Molly Parker        | Amy Foley                        |
| Connor Price        | Brandon Foley                    |
| Michelle Nolden     | Julie Foley                      |
| Polly Shannon       | Joanne                           |
| Jane Spidell        | Lilly Strombeck                  |
| Kari Matchett       | Linda Bucyk                      |
| Bob Bainborough     | Greg Guinness                    |
| A. Paul Savage      | Paul Savage                      |
| Greg Bryk           | Alexander "The Juggernaut" Yount |
| Stan Coles          | Minister                         |
| Darryl Casselman    | Ronnie                           |
| Mike "Nug" Nahrgang | Nug McTeague                     |
| Timm Zemanek        | Marvin Fleiger                   |
| George Buza         | Stuckmore                        |